# Santo Stefano d'Aveto
Santo Stefano d'Aveto es una comuna de Italia, de 1.251 habitantes, en la Provincia de Génova, distante de la capital regional cerca de 70 kilómetros.

## Monumentos
- Castillo de Santo Stefano d'Aveto

## Evolución demográfica
| Gráfica de evolución demográfica de Santo Stefano d'Aveto entre 1861 y 2001 |
|                                                                             |
| Fuente ISTAT - elaboración gráfica de Wikipedia                             |